# Wohn- und Wirtschaftsgebäude Nordholz 6
Das Wohn- und Wirtschaftsgebäude Nordholz 6 in Warpe-Mahlenstorf in der niedersächsischen Samtgemeinde Grafschaft Hoya stammt aus dem 18. Jahrhundert.
Aktuell (2023) wird es landwirtschaftlich genutzt.
Das Gebäude steht unter Denkmalschutz (siehe auch Liste der Baudenkmale in Warpe).

## Beschreibung
Das giebelständige Zweiständerhallenhaus in Fachwerk mit Steinausfachungen, reetgedecktem Krüppelwalmdach als Niedersachsengiebel mit Uhlenloch und Pferdeköpfen sowie Schleppgauben wurde wohl im 18. Jahrhundert gebaut.
Zur Hofanlage gehören noch drei weitere nicht denkmalgeschützte Nebengebäude.
Das Landesdenkmalamt befand: „geschichtliche Bedeutung … durch beispielhafte Ausprägung eines niederdeutschen Hallenhauses in Zweiständerkonstruktion“.